# Englewood (Flórida)
Englewood é uma Região censo-designada localizada no estado americano de Flórida, no Condado de Charlotte e Condado de Sarasota.

## Demografia
Segundo o censo americano de 2000, a sua população era de 16.196 habitantes.

## Geografia
De acordo com o United States Census Bureau tem uma área de
33,3 km², dos quais 25,5 km² cobertos por terra e 7,8 km² cobertos por água. Englewood localiza-se a aproximadamente 3 m acima do nível do mar.

## Localidades na vizinhança
O diagrama seguinte representa as localidades num raio de 16 km ao redor de Englewood.